# Catherine Sauve
Catherine Sauve est une béguine brûlée en 1417 pour hérésie à Montpellier.

## Biographie
Catherine Sauve est originaire des Thons, en Lorraine. C'est une béguine qui vit seule et mendie sa nourriture à Montpellier près de la fontaine de Préveirargues ou de Lattes, située à deux pas du couvent des frères mineurs,.
Ses aveux selon Michel Jas la révèlent proche des conceptions cathares,, relançant le débat d'une présence des cathares à Montpellier et des racines cathares de la Réforme protestante par la suite.
Elle est arrêtée et incarcérée le 15 novembre 1416 à la maison de la Recluse à Montpellier et condamnée en 1417 à être brûlée pour hérésie,.
Son cas est instruit le dimanche 2 octobre 1417 à environ deux heures de l’après-midi au tribunal, dans un chapiteau situé sous la porte de l'hôtel du consulat par Raimond Cabassa, vicaire de l'inquisiteur appartenant à l'ordre des prêcheurs. Sont présents notamment Pierre Adhémar, évêque de Magdelonne, le lieutenant du gouverneur, le recteur de l’université de Montpellier, des théologiens des quatre ordres, des docteurs en droit civil et en droit canon de l’université, des consuls et des ouvriers.
Elle est condamnée pour hérésie à cause de ses croyances : elle nie la fonction du baptême, affirme que la hiérarchie catholique ne tient pas son autorité de Dieu, nie le rôle du purgatoire, de la confession, de la transsubstantiation et de l’adoration sacramentelle. Tout comme les cathares elle considère que tout acte sexuel est un péché.
Assise sur une sellette, elle répond aux inquisiteurs et une fois la sentence prononcée, Raimond Cabassa la remet aux pouvoir séculier, c'est-à-dire au bailli, pour l'exécution de la sentence.
D'Aigrefeuille dans son histoire sur Montpellier, et Alexandre Germain dans son livre sur Catherine Sauve indiquent que cette dernière aurait été condamnée par le feu à la portalière ("portail" en patois occitan). Cet endroit étant réputé être le lieu où l'on brûlait les hérétiques et autres personnes accusées de sorcellerie, les habitants de Montpellier prirent l'usage de l'appeler le "portal de las masques" (masques, masc ou masco signifiant sorcier en patois du Languedoc). Ce chemin existe encore de nos jours sous la dénomination de la rue Portalière-des-Masques ("porte des sorcières"). Le juge de l'Inquisition semble avoir effectivement résidé non loin de cette porte,. Mais il a été confirmé par la suite que Catherine Sauve n'a pas été suppliciée devant cette porte (qui se trouvait en fait à l'extrémité du couvent des Dominicains, et à proximité du juge Inquisiteur). La sentence aurait été appliquée au lieu-dit "Col de Fin" près de l'actuel cimetière Saint-Lazare, au chemin alors appelé de la Justice du fait de la présence de fourches patibulaires,,.